# 峨眉缺裂报春
峨眉缺裂报春（学名：Primula homogama）为报春花科报春花属下的一个种。

## 扩展阅读
- 維基物種上的相關：峨眉缺裂报春